# Puerto de Villatoro
Puerto de Villatoro är ett bergspass i Spanien.   Det ligger i provinsen Provincia de Ávila och regionen Kastilien och Leon, i den centrala delen av landet, 120 km väster om huvudstaden Madrid. Puerto de Villatoro ligger 1 386 meter över havet.
Terrängen runt Puerto de Villatoro är huvudsakligen kuperad, men österut är den bergig. Runt Puerto de Villatoro är det mycket glesbefolkat, med 4 invånare per kvadratkilometer. Närmaste större samhälle är Muñana, 13,7 km öster om Puerto de Villatoro. Trakten runt Puerto de Villatoro består i huvudsak av gräsmarker.